# David Hájek (spisovatel)
David Hájek (* 24. srpna 1970, Ostrava) je český spisovatel, humorista. Od roku 1977 žije v Praze.

## Dílo
- Cestou do pekla chci potkat anděla, Nová Forma, České Budějovice 2011,
- Soumrak v Říši slevových karet, Nová Forma, Týn nad Vltavou 2014,
- Jednoduchý život pro nenáročné lidi, Nová Forma, Týn nad Vltavou 2015, - chystaný román